# Contagion (игра)
Contagion — видеоигра в жанре survival horror от первого лица, разработанная и изданная американской независимой студией Monochrome. Это духовный преемник Zombie Panic! Source. Разработка игры в основном финансировалась за счёт собственных средств, но при поддержке других пользователей в рамках успешной кампании на Kickstarter ее удалось выпустить в Steam в качестве игры раннего доступа. Contagion вышла 25 октября 2013 года в раннем доступе в Steam. Полноценный релиз состоялся 11 апреля 2014.

## Игровой процесс
Contagion — многопользовательская игра с тремя различными игровыми режимами: Охота, Побег и Извлечение. Существует также бета-режим игры под названием Flatline.

## Оценки
| Сводный рейтинг       | Сводный рейтинг |
| Агрегатор             | Оценка          |
| --------------------- | --------------- |
| Metacritic            | 62/100          |
| Иноязычные издания    |                 |
| Издание               | Оценка          |
| GameStar              | 66/100          |
| Русскоязычные издания |                 |
| Издание               | Оценка          |
| Riot Pixels           | 50 %            |

Игра получила смешанные отзывы, согласно сайту агрегации отзывов Metacritic.
Филипп Вольнов с сайта Riot Pixels выразил большое недовольство геймплеем игры, малым количеством карт и безобразным объяснением задач для игрока «Но самая большая болячка Contagion — катастрофическая нехватка карт: 5 штук для всех режимов. Да в современных шутерах, к которым обожают продавать дополнения, меньше десятка не бывает! Естественно, спустя несколько часов от однообразных пейзажей начинает мутить.»
Критик Олаф Блайх с сайта GameStar оценил игру как хорошую альтернативу Left 4 Dead, но из-за старомодности проекта даже по меркам 2014 года игра получила оценку 66 баллов.
Летом 2018 года, благодаря уязвимости в защите Steam Web API, стало известно, что точное количество пользователей сервиса Steam, которые играли в игру хотя бы один раз, составляет 1 616 994 человека.